# Proposition 13
Proposition 13 (officiellt kallad the People's Initiative to Limit Property Taxation) är en skattelag i Kalifornien som infördes 1978 och som de röstberättigande i delstaten sade ja till den 6 juni samma år. USA:s högsta domstol bekräftade lagens giltighet i fallet Nordlingen vs Hahn (1992). Lagen är infogad i artikel 13A i Kaliforniens konstitution. Bakgrunden till lagen var en omfattande skatterevolt. Lagen innebar i korthet en kraftig sänkning av skatten på alla fastigheter. Bland försvararna av lagen märks bland andra Ronald Reagan och Arnold Schwarzenegger.